# Barglen
Barglen är en bergstopp i Schweiz. Den ligger i kantonen Obwalden, i den centrala delen av landet, 70 km öster om huvudstaden Bern. Toppen på Barglen är 2 669 meter över havet.